# شهرک دریا بندرعباس
شهرک دریا واقع 5 کیلومتری شمال شرق شهر بندرعباس واقع در بخش مرکزی شهرستان {{بندرعباس}} می باشد .شهرک دریا در فاصله حدود سه کیلومتری از میدان دفاع مقدس یا همان میدان میوه و تره بار قدیم و در همسایگی روستای [[آبشورک]]  و [[چه چکر]]
  واقع شده است.
مختصات جغرافیایی شهرک :
E27.285533
N,56.363831
 در سال 1372 به کارکنان نیروی دریایی ارتش واگذار گردیده است و در سال 1382 باحضور عبدالحسن مقتدائی   استاندار و فرماندار وقت بندرعباس و مسئولان دیگر کلنگ احداث هزار و 800 واحد مسکونی به زمین می خورد . اما همچنان بعد از گذشت این سالیان همچنان از زیر ساخت های اولیه بهداشت و درمان ، آموزش و حمل و نقل برخوردار نمی‌باشند .
منابع
1. ↑  http://www.tabnakhormozgan.ir/fa/news/962664/%D8%B4%D9%87%D8%B1%DA%A9-%D8%AF%D8%B1%DB%8C%D8%A7-%D8%AC%D8%B2%D9%88-%D9%86%D8%A7%DA%A9%D8%AC%D8%A7%D8%A2%D8%A8%D8%A7%D8%AF-%DB%8C%D8%A7-%D8%A8%D9%86%D8%AF%D8%B1%D8%B9%D8%A8%D8%A7%D8%B3%D9%85%D8%B3%D8%A6%D9%88%D9%84%DB%8C%D9%86-%DA%86%D8%B1%D8%A7-%D9%81%DA%A9%D8%B1%DB%8C-%D8%A8%D9%87-%D8%AD%D8%A7%D9%84-%D8%A7%DB%8C%D9%86-%D8%B4%D9%87%D8%B1%DA%A9-%D9%86%D9%85%DB%8C-%DA%A9%D9%86%D9%86%D8%AF
2. ↑  https://www.daryanews.ir/%D8%BA%D8%B1%D9%82-%D8%B4%D8%AF%D9%86-%D8%B3%D8%A7%DA%A9%D9%86%DB%8C%D9%86-%D8%B4%D9%87%D8%B1%DA%A9-%D8%AF%D8%B1%DB%8C%D8%A7-%D8%AF%D8%B1-%D8%AF%D8%B1%DB%8C%D8%A7%DB%8C%DB%8C-%D8%A7%D8%B2-%D8%AF%D8%B1/
3. ↑  https://www.dana.ir/amp/773221/%25D8%25B4%25D9%2587%25D8%25B1%25DA%25A9-%25D8%25AF%25D8%25B1%25DB%258C%25D8%25A7-%25D8%25A8%25D9%2586%25D8%25AF%25D8%25B1%25D8%25B9%25D8%25A8%25D8%25A7%25D8%25B3-%25D9%25BE%25D8%25B3-%25D8%25A7%25D8%25B213-%25D8%25B3%25D8%25A7%25D9%2584-%25D9%2587%25D9%2585%25DA%2586%25D9%2586%25D8%25A7%25D9%2586-%25D8%25AF%25D8%25B1-%25D8%25A7%25D9%2586%25D8%25AA%25D8%25B8%25D8%25A7%25D8%25B1-%25D8%25A2%25D8%25A8-%25D8%25B9%25D8%25AF%25D9%2585-%25D8%25AF%25D8%25B3%25D8%25AA%25D8%25B1%25D8%25B3%25DB%258C-%25D8%25A8%25D9%2587-%25D9%2585%25D8%25B3%25D8%25AC%25D8%25AF-%25D8%25A2%25D8%25A8-%25D9%2588-%25D8%25A2%25D8%25B3%25D9%2581%25D8%25A7%25D9%2584%25D8%25AA-%25D8%25AA%25D8%25B5%25D8%25A7%25D9%2588%25DB%258C%25D8%25B1
4. ↑  https://www.isna.ir/amp/khalijefars-28756/